# 53 Rezerwowa Dywizja Piechoty (Cesarstwo Niemieckie)
53 Rezerwowa Dywizja Piechoty (niem. 53. Reserve-Division)  – związek taktyczny Armii Cesarstwa Niemieckiego. 
W sierpniu 1914 rozwinięto w Niemczech do etatów wojennych istniejące w okresie pokoju związki operacyjne (armie) i związki taktyczne. W tym też miesiącu z rekrutów, rezerwistów i ochotników znajdujących się  w korpuśnych ośrodkach szkoleniowych zorganizowano jednostki rezerwowe.

W składzie XXVII Rezerwowego Korpusu Armijnego została rozwinięta między innymi 53 Rezerwowa Dywizja Piechoty. W I wojnie światowej dywizja walczyła na froncie zachodnim.

## Struktura organizacyjna
Skład w 1914:
- dowództwo dywizji
- 105 Rezerwowa Brygada Piechoty
  - 241 rezerwowy pułk piechoty
  - 242 rezerwowy pułk piechoty
- 106 Rezerwowa Brygada Piechoty
  - 243 rezerwowy pułk piechoty
  - 244 rezerwowy pułk piechoty
- 25 rezerwowy batalion strzelców
- 53 rezerwowy oddział kawalerii